# Bryan Blanshard
J. Bryan Blanshard (* 28. Januar 1966 in Toronto) ist ein kanadischer Badmintonspieler. 

## Karriere
Bryan Blanshard ahm 1992 im Herrendoppel und -einzel an Olympia teil. Er belegte dabei in beiden Disziplinen Platz 17. in der Endabrechnung. Bereits in der Saison 1988/1989 hatte er seinen ersten kanadischen Einzeltitel erkämpft. 1989 und 1990 gewann er die Canadian Open, 1991 siegte er bei der Panamerikameisterschaft.

## Sportliche Erfolge
| Saison  | Veranstaltung                   | Disziplin    | Platz | Name                             |
| ------- | ------------------------------- | ------------ | ----- | -------------------------------- |
| 1982    | Kanada: Jugendmeisterschaften   | Herreneinzel | 1     | Bryan Blanshard, ON              |
| 1982    | Kanada: Jugendmeisterschaften   | Mixed        | 1     | Bryan Blanshard / D. Smith, ON   |
| 1984    | Kanada: Juniorenmeisterschaften | Herrendoppel | 1     | J. Wright / Bryan Blanshard, ON  |
| 1985    | Kanada: Juniorenmeisterschaften | Herreneinzel | 1     | Bryan Blanshard, ON              |
| 1985    | Kanada: Juniorenmeisterschaften | Herrendoppel | 1     | Bryan Blanshard / P. Willson, ON |
| 1988/89 | Kanada: Einzelmeisterschaften   | Herrendoppel | 1     | Bryan Blanshard / Ian Johnson    |
| 1989    | Canadian Open                   | Herrendoppel | 1     | Mike Bitten / Bryan Blanshard    |
| 1990    | Kanada: Einzelmeisterschaften   | Herrendoppel | 1     | Mike Bitten / Bryan Blanshard    |
| 1990    | Canadian Open                   | Mixed        | 1     | Bryan Blanshard / Denyse Julien  |
| 1991    | Panamerikameisterschaft         | Herrendoppel | 1     | Mike Bitten / Bryan Blanshard    |
| 1991    | Kanada: Einzelmeisterschaften   | Herrendoppel | 1     | Mike Bitten / Bryan Blanshard    |
| 1991    | Kanada: Einzelmeisterschaften   | Herreneinzel | 1     | Bryan Blanshard                  |
| 1992    | Kanada: Einzelmeisterschaften   | Herrendoppel | 1     | Mike Bitten / Bryan Blanshard    |
| 1992    | Olympia                         | Herrendoppel | 17    | Mike Bitten / Bryan Blanshard    |
| 1992    | Olympia                         | Herreneinzel | 17    | Bryan Blanshard                  |
| 1993    | Kanada: Einzelmeisterschaften   | Herrendoppel | 1     | Mike Bitten / Bryan Blanshard    |
| 1993    | Kanada: Einzelmeisterschaften   | Mixed        | 1     | Bryan Blanshard / Denyse Julien  |
| 1994    | Kanada: Einzelmeisterschaften   | Herrendoppel | 1     | Mike Bitten / Bryan Blanshard    |
| 1994    | Kanada: Einzelmeisterschaften   | Mixed        | 1     | Bryan Blanshard / Denyse Julien  |
| 2002    | Kanada: Masters 35 plus         | Herrendoppel | 1     | Mike Bitten / Bryan Blanshard    |
| 2002    | Kanada: Masters 35 plus         | Herreneinzel | 1     | Bryan Blanshard                  |